# Замок Хаапсалу

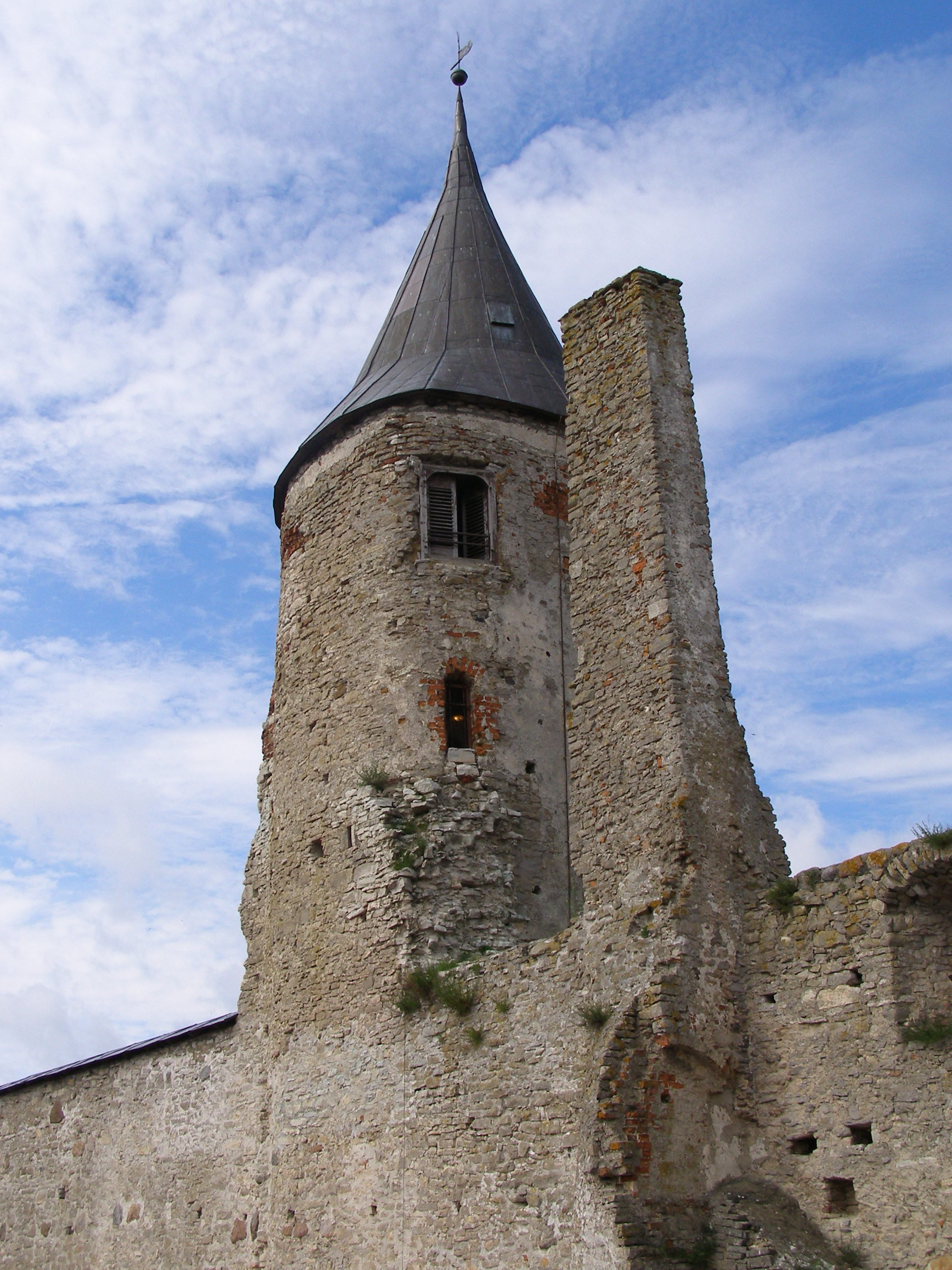
Оглядова вежа замку

За́мок Ха́апсалу або За́мок Га́апсалу (ест. Haapsalu, нім. Schloss Hapsal) — фортеця в місті Гаапсалу, в Естонії.

## Історія
Коли під час військового походу литовців в 1263 році було зруйновано старий центр Сааре-Ляенеського (Езель-Вікського) єпископства Вана-Пярну, центр вирішили перенести в безпечніше місце. Перші будівельні роботи в Гаапсалу завершено в 1279 році — було побудовано фортецю-кастель і освячено єпископський домський собор, що знаходився в ній. Поселення, яке незабаром виникло поблизу фортеці, згодом стало столицею Ляенемаа.
В XIV — XV століть фортеця удосконалювалася кілька разів — надбудовали старі стіни, і комплекс перетворили на будинок конвенту з внутрішнім двориком. На західній стороні зведено круглу сторожову башту висотою 31 м. На південь і схід від головної фортеці в XV — XVI століть побудовано просторі передні фортеці, оточені баштами і стінами.
Фортецю, яка дещо постраждала під час Лівонської війни, що тривала з 1558 по 1583 рік, було викреслено із списку оборонних споруд на початку XVII століття. В 1625 році її продали разом з прилеглими землями Якобу де ла Гарді. В 1641 році почалася перебудова фортеці на представницький замок в стилі бароко. Проект для цього замовили аугбурзькому архітектору Маттіасу Голлю. Верхню частину зовнішніх стін знесли, а вузькі фортечні вікна було перетворено на широкі палацові. Замок, перебудову якого так і не закінчено, згорів у 1688 році, після чого залишилися тільки стіни, які поступово руйнувалися.
Протягом майже всього XVIII і XIX століть руїни фортеці не знаходили застосування — на щастя їх не знесли і використали як каменоломню, як це сталося у багатьох інших місцях. В 80-х роках XIX століття відновлено церкву, яка колись була єпископським домським собором. З 60-х років XX століття до наших днів кілька разів проводилася реставрація (консервація) руїн. Передня частина перетворилася на місце проведення заходів просто неба, а в західному крилі головної фортеці працює музей. Влітку для відвідувачів відкрито і середньовічну сторожову башту. 
Переливи світла й сутінку в повний місяць у хрестильні церкви поклали початок легенді про Білу даму, яка стала одним із символів міста Гаапсалу.